# Žďár nad Sázavou 1
Žďár nad Sázavou 1, zvaná též Město (německy Saar-Stadt), je část města Žďár nad Sázavou.
Nejstarší část tvoří náměstí (dnes drasticky přestavěné), Tvrz a tři původní předměstí: Horní, Dolní a Hamrmýlské (Veselské), z nichž dodnes zbyly pouze páteřní ulice. Mladší stavební vrstvu tvoří ulice Nádražní a několik ulic směrem k tzv. Starému nádraží. V 2. polovině XX. století bylo na místě starého Dolního předměstí a lokality Odranec postaveno sídliště Libušín.
Nacházejí se zde historické památky - kostel sv. Prokopa ze 14. století, tvrz, barokní fara, budova bývalé radnice ze 17. století, morový sloup. Značná část budov na náměstí byla po 2. světové válce zbořena a nahrazena moderními, avšak architektonicky nevýraznými budovami.
Čtvrť je rozdělena velice rušnou silnicí I. třídy č. 37.